# Memorial Bikernieki
Memorial Bikernieki (en letó: Biķernieku memoriāls), és un monument en honor dels caiguts a de l'Holocaust víctimes de la Segona Guerra Mundial en el bosc Bikernieki, a la vora de Riga, Letònia. El bosc Bikernieki és el lloc més gran dels assassinats en massa durant l'Holocaust a Letònia amb dos territoris commemoratius que abasten més de 80.000 metres quadrats i té enterrats al voltant de 20.000 víctimes.

## Història
El monument va ser planejat i va començar la construcció el 1986, però es va endarrerir després que Letònia va declarar la seva independència el 1991. La construcció va ser continuada l'any 2000 per l'Organització Alemanya per a la Conservació de Cementiris dels Caiguts de Guerra, amb l'ajut de les organitzacions letones locals i diverses ciutats alemanyes. Va ser finançat en la seva majoria pel govern i organismes alemanyes, el Fons Estatal d'Àustria, i les donacions de ciutats involucrades. Va ser dissenyat per l'arquitecte Sergey Rizh que va treballar durant quinze anys, dient que era: la seva «obligació humana», dedicar la seva carrera a aquest projecte. Va obrir el 30 de novembre de 2001.

## Recepció
L'arquitecte Sergey Rizh va explicar que va tractar de mostrar la idea del monument amb un «llenguatge concís de les formes arquitectòniques». El seu objectiu era abastar el terreny circumdant en línia amb l'art contemporani.
L'historiador d'art Solvita Krese el va anomenar com un projecte reeixit i va elogiar el disseny per evitar l'exageració del tema en qüestió. També va assenyalar que el memorial encaixa bé amb el terreny. L'arquitecte Ausma Skujiņa va comentar que el projecte va ser un èxit entre moltes d'altres obres menys reeixides. Va recalcar en el seu caràcter positiu i com el memorial «reconcilia amb el dolor i l'ho unifica.» Winfried Nachtwei ho va descriure com «la primera del seu tipus a Europa de l'Est».